# Diaphorodus
Genre
Diaphorodus est un genre de conodontes de la famille des Acodontidae. 
Les différentes espèces ont été trouvées dans des terrains datant de l'Ordovicien.

## Espèces
- †Diaphorodus delicatus (Branson & Mehl, 1933)
  - †Diaphorodus delicatus delicatus (Branson & Mehl, 1933)
  - †Diaphorodus delicatus vulgaris (Branson & Mehl, 1933)
- †Diaphorodus emanuelensis (McTavish, 1973)
- †Diaphorodus gravelsensis Stait, 1989
- †Diaphorodus stevensi Stait, 1989
- †Diaphorodus tortus (McTavish, 1973)
- †Diaphorodus tovei Stouge & Bagnoli, 1988